# Lögnaren (film)
Lögnaren (finska: Valehtelija) är en finländsk dramafilm från 1981 i regi av Mika Kaurismäki och med hans bror Aki Kaurismäki i huvudrollen. Handlingen följer en oansvarig ung man som driver runt i Helsingfors. Filmen innehåller ett framträdande med musikern Juice Leskinen. Lögnaren var Mika Kaurismäkis examensarbete från TV- och filmhögskolan i München. Huvudpersonens namn, Ville Alfa, är en hyllning till Jean-Luc Godards film Alphaville. Filmen innehåller också musik från Godards film En rövarhistoria.

## Medverkande
- Aki Kaurismäki som Ville Alfa
- Pirkko Hämäläinen som Tuula
- Juuso Hirvikangas som Juuso
- Lars Lindberg som Harri
- Esa Sirkkunen som Olli